# Selección femenina de fútbol sub-20 de los Países Bajos
La selección femenina de fútbol sub-20 de Países Bajos es el equipo representativo de dicho país en las competiciones oficiales. Su organización está a cargo de la Real Asociación de Fútbol de los Países Bajos, miembro de la UEFA y la FIFA.

## Estadísticas

### Copa Mundial Femenina Sub-20
| Año                   | Fase             | Posición        | PJ              | PG              | PE              | PP              | GF              | GC              | DG              |
| --------------------- | ---------------- | --------------- | --------------- | --------------- | --------------- | --------------- | --------------- | --------------- | --------------- |
| Canadá 2002           | No se clasificó  | No se clasificó | No se clasificó | No se clasificó | No se clasificó | No se clasificó | No se clasificó | No se clasificó | No se clasificó |
| Tailandia 2004        | No se clasificó  | No se clasificó | No se clasificó | No se clasificó | No se clasificó | No se clasificó | No se clasificó | No se clasificó | No se clasificó |
| Rusia 2006            | No se clasificó  | No se clasificó | No se clasificó | No se clasificó | No se clasificó | No se clasificó | No se clasificó | No se clasificó | No se clasificó |
| Chile 2008            | No se clasificó  | No se clasificó | No se clasificó | No se clasificó | No se clasificó | No se clasificó | No se clasificó | No se clasificó | No se clasificó |
| Alemania 2010         | No se clasificó  | No se clasificó | No se clasificó | No se clasificó | No se clasificó | No se clasificó | No se clasificó | No se clasificó | No se clasificó |
| Japón 2012            | No se clasificó  | No se clasificó | No se clasificó | No se clasificó | No se clasificó | No se clasificó | No se clasificó | No se clasificó | No se clasificó |
| Canadá 2014           | No se clasificó  | No se clasificó | No se clasificó | No se clasificó | No se clasificó | No se clasificó | No se clasificó | No se clasificó | No se clasificó |
| Papúa Nva Guinea 2016 | No se clasificó  | No se clasificó | No se clasificó | No se clasificó | No se clasificó | No se clasificó | No se clasificó | No se clasificó | No se clasificó |
| Francia 2018          | Cuartos de final | 6.º             | 4               | 2               | 0               | 2               | 7               | 7               | 0               |
| Costa Rica 2022       | Cuarto lugar     | 4.º             | 6               | 3               | 0               | 3               | 11              | 8               | +3              |
| Colombia 2024         | Cuarto lugar     | 4.º             | 7               | 2               | 2               | 3               | 10              | 12              | –2              |
| Polonia 2026          | No se clasificó  | No se clasificó | No se clasificó | No se clasificó | No se clasificó | No se clasificó | No se clasificó | No se clasificó | No se clasificó |
| Total                 | 3/12             | 14.º            | 17              | 7               | 2               | 8               | 28              | 27              | +1              |

### Campeonato Europeo Femenino Sub-19 de la UEFA
| Año                                           | Fase             | Posición        | PJ              | PG              | PE              | PP              | GF              | GC              | DG              |
| --------------------------------------------- | ---------------- | --------------- | --------------- | --------------- | --------------- | --------------- | --------------- | --------------- | --------------- |
| Campeonato Europeo Femenino Sub-18 de la UEFA |                  |                 |                 |                 |                 |                 |                 |                 |                 |
| 1998                                          | Cuartos de final | -               | 2               | 1               | 0               | 1               | 2               | 2               | 0               |
| 1999                                          | No se clasificó  | No se clasificó | No se clasificó | No se clasificó | No se clasificó | No se clasificó | No se clasificó | No se clasificó | No se clasificó |
| 2000                                          | No se clasificó  | No se clasificó | No se clasificó | No se clasificó | No se clasificó | No se clasificó | No se clasificó | No se clasificó | No se clasificó |
| 2001                                          | No se clasificó  | No se clasificó | No se clasificó | No se clasificó | No se clasificó | No se clasificó | No se clasificó | No se clasificó | No se clasificó |
| Campeonato Europeo Femenino Sub-19 de la UEFA |                  |                 |                 |                 |                 |                 |                 |                 |                 |
| 2002                                          | No se clasificó  | No se clasificó | No se clasificó | No se clasificó | No se clasificó | No se clasificó | No se clasificó | No se clasificó | No se clasificó |
| 2003                                          | Fase de grupos   | 7.º             | 3               | 1               | 0               | 2               | 4               | 5               | -1              |
| 2004                                          | No se clasificó  | No se clasificó | No se clasificó | No se clasificó | No se clasificó | No se clasificó | No se clasificó | No se clasificó | No se clasificó |
| 2005                                          | No se clasificó  | No se clasificó | No se clasificó | No se clasificó | No se clasificó | No se clasificó | No se clasificó | No se clasificó | No se clasificó |
| 2006                                          | Fase de grupos   | 8.º             | 3               | 0               | 0               | 3               | 1               | 8               | -7              |
| 2007                                          | No se clasificó  | No se clasificó | No se clasificó | No se clasificó | No se clasificó | No se clasificó | No se clasificó | No se clasificó | No se clasificó |
| 2008                                          | No se clasificó  | No se clasificó | No se clasificó | No se clasificó | No se clasificó | No se clasificó | No se clasificó | No se clasificó | No se clasificó |
| 2009                                          | No se clasificó  | No se clasificó | No se clasificó | No se clasificó | No se clasificó | No se clasificó | No se clasificó | No se clasificó | No se clasificó |
| 2010                                          | Semifinal        | -               | 4               | 3               | 1               | 0               | 11              | 0               | 11              |
| 2011                                          | Fase de grupos   | 7.º             | 3               | 0               | 1               | 2               | 2               | 6               | -4              |
| 2012                                          | No se clasificó  | No se clasificó | No se clasificó | No se clasificó | No se clasificó | No se clasificó | No se clasificó | No se clasificó | No se clasificó |
| 2013                                          | No se clasificó  | No se clasificó | No se clasificó | No se clasificó | No se clasificó | No se clasificó | No se clasificó | No se clasificó | No se clasificó |
| 2014                                          | Campeonas        | 1.º             | 5               | 4               | 1               | 0               | 9               | 2               | 7               |
| 2015                                          | No se clasificó  | No se clasificó | No se clasificó | No se clasificó | No se clasificó | No se clasificó | No se clasificó | No se clasificó | No se clasificó |
| 2016                                          | Semifinal        | -               | 4               | 2               | 0               | 2               | 11              | 6               | 5               |
| 2017                                          | Semifinal        | -               | 4               | 2               | 1               | 1               | 9               | 6               | 3               |
| 2018                                          | Fase de grupos   | 5.º             | 3               | 2               | 0               | 1               | 5               | 4               | 1               |
| 2019                                          | Semifinal        | -               | 4               | 2               | 0               | 2               | 11              | 6               | 5               |
| 2022                                          | No se clasificó  | No se clasificó | No se clasificó | No se clasificó | No se clasificó | No se clasificó | No se clasificó | No se clasificó | No se clasificó |
| 2023                                          | Semifinal        | -               | 4               | 2               | 0               | 2               | 6               | 3               | 3               |
| 2024                                          | Segundo lugar    | 2.º             | 5               | 3               | 1               | 1               | 7               | 3               | 4               |
| 2025                                          | Fase de grupos   | 7.º             | 3               | 1               | 0               | 2               | 2               | 4               | -2              |